# 金元述
金元述（韓語：김원술，？—？）是朝鮮三國時代新羅的一個將領，官位為迊飡。他是金庾信的次子，在對抗唐朝的戰爭中扮演重要角色。
金元述最初僅為裨將。唐朝聯合靺鞨大敗新羅軍隊於石門之野，將軍曉川、義文等人戰死。金元述本來想要戰死沙場，但其佐淡凌勸阻了他，讓他日後再來雪恥。金元述隻身逃回都城，金庾信以之為恥，要求文武王將其處死，但文武王赦免了他。金元述非常羞愧，隱遁於田園，終身不敢見父。金庾信死後，金元述求見自己的母親，母親亦避而不見，元述慟哭而去。
675年，唐軍攻買蘇川城。金元述聽說後，欲戰死，以雪前恥。於是力戰擊退唐軍，因功得到了文武王的獎賞。不過他後悔自己對父母的不孝，從此以後終身不出仕。